# Leuvrigny
Leuvrigny é uma comuna francesa na região administrativa do Grande Leste, no departamento de Marne. Estende-se por uma área de 8 km², e possui 324 habitantes, segundo o censo de 2018, com uma densidade de 41 hab/km².